# Niger Tornadoes
Niger Tornadoes Football Club – nigeryjski klub piłkarski, grający w pierwszej lidze, mający siedzibę  w mieście Minna.

## Historia
Klub został założony w 1977 roku.  W 1982 roku klub po raz pierwszy w historii dotarł do finału Pucharu Nigerii. Przegrał w nim 1:4 ze Stationery Stores FC. Z kolei w 2000 roku zdobył ten puchar, dzięki zwycięstwu 1:0 w finale z Enugu Rangers. Dzięki zdobyciu Pucharu Nigerii w 2001 roku Niger Tornadoes wystąpił w Pucharze Zdobywców Pucharów. Dotarł w nim do ćwierćfinału. Odpadł po dwumeczu z angolskim Interclube Luanda.

## Stadion
Domowe mecze klub rozgrywa na stadionie o nazwie Minna Township Stadium w Minnie, który może pomieścić 5000 widzów.

## Sukcesy
- Nigeria National League:

mistrzostwo (2): 1996, 2015
- Puchar Nigerii:

zdobywca (1): 2000
finalista (1): 1982

## Występy w afrykańskich pucharach
| Sezon     | Rozgrywki                 | Runda   | Kraj     | Klub              | Dom | Wyjazd | Dwumecz      |
| --------- | ------------------------- | ------- | -------- | ----------------- | --- | ------ | ------------ |
| 2001      | Puchar Zdobywców Pucharów | 1       | Kongo    | Vita Club Mokanda | 1–0 | 1–0    | 1–1 (k. 5–4) |
| 2001      | Puchar Zdobywców Pucharów | 2       | Algieria | CR Béni Thour     | 2–0 | 0–1    | 2–1          |
| 2001      | Puchar Zdobywców Pucharów | 1/4     | Angola   | Interclube Luanda | 1–0 | 0–4    | 1–4          |
| 2019/2020 | Puchar Konfederacji       | wstępna | Gwinea   | Santoba FC        | 1–2 | 3–3    | 4–5          |

## Reprezentanci kraju grający w klubie
Stan na luty 2023.
| - Murphy Akanji - Mohammed Aliyu Datti - Tijjani Babangida - Bright Esieme - Sibi Gwar - Manasseh Ishiaku - Mustapha Jibrin - Afeez Nosiru - Valentine Nwabili - Femi Oladapo | - Segun Oluwaniyi - Paul Onobi - Uche Onwuansanya - Romanus Orjinta - Kingsley Salami - Duke Udi - Kabiru Umar - Thomas Zenke - Joetex Asamoah Frimpong - Najeeb Yakubu |